# CAM
CAM (od Cameroun/Cameroon (fr.)/(engl.)),  međunarodna registracijska oznaka za cestovna vozila, koju od 1952. godine koristi Kamerun. Oznaka se upotrebljava u cestovnom prometu i mora biti nalijepljena na cestovnom vozilu prilikom ulaska u druge države. 
8. studenog 1968. godine u Beču je potvrđen "Međudržavni zakon o razvrstavanju prepoznatljivih oznaka", koji se naknadno dopunjavao nastankom novih država. 